# Macrojoppa blandita
Macrojoppa blandita är en stekelart som först beskrevs av Cresson 1874.  Macrojoppa blandita ingår i släktet Macrojoppa och familjen brokparasitsteklar. Inga underarter finns listade i Catalogue of Life.